# Klobuk moje uniforme
Klobuk moje uniforme (kazaško Azghyin ushtykzyn'azaby, rusko Место на серой треуголке) je kazahstanski dramski film iz leta 1993, ki ga je režiral Ermek Šinarbajev po scenariju Nikite Džalkibajeva. Zgodba je postavljena v Almati, kjer se dvajsetletni pesnik (Jesenbulatov) brezciljno potika po mestnih ulicah, njegovo življenje se vrti okoli pisanja, spolnosti, drog in poslušanja opere. Opozorila njegove matere o lenosti naletijo na gluha ušesa. Sčasoma se začne odtujevati od družbe, dokler izmenjava drog ne postane njegov edini stik z ostalimi. Bolj ko razmišlja o svojem življenju, bolj postaja temačno dokler ne naredi naslednjega koraka in skuša storiti samomor.
Premierno je bil prikazan leta 1993 in osvojil je glavno nagrado zlati leopard za najboljši film na Mednarodnem filmskem festivalu Locarno. Nominiran je bil tudi za zlati balon na Festivalu treh kontinentov v Nantesu. Film obravnava temi dolgočasja in brezciljnosti pripadnikov generacije X v Almatiju.

## Vloge
- Adilhan Jesenbulatov
- Saoule Soulejmenova
- Kasim Žakibajev
- Julija Žukova
- Andrej Melnik
- Timour Issalijev